# Chirkorapalli, Srinivaspur
Chirkorapalli là một làng thuộc tehsil Srinivaspur, huyện Kolar, bang Karnataka, Ấn Độ.